# 8822 Shuryanka
A 8822 Shuryanka (ideiglenes jelöléssel 1987 RQ2) a Naprendszer kisbolygóövében található aszteroida. Ljudmila Georgijevna Karacskina fedezte fel 1987. szeptember 1-jén.